# يو إف سي 195
يو إف سي 195: لولر ضد كونديت  (بالإنجليزية: UFC 195: Lawler vs. Condit)‏ هو حدث لفنون القتال المختلطة نظمته يو إف سي، أُقيم في 2 يناير 2016، على إم جي إم جراند جاردن أرينا في لاس فيغاس، نيفادا، الولايات المتحدة.